# Münir Recep Aktaş
Münir Recep Aktaş (Erzurum, 26 giugno 1989) è un lottatore turco, specializzato nella lotta libera. Agli europei di Budapest 2022 ha vinto la medaglia di bronzo nei 65 kg.

## Palmarès
| Anno | Manifestazione                    | Sede      | Evento | Risultato | Note |
| ---- | --------------------------------- | --------- | ------ | --------- | ---- |
| 2006 | Europei cadetti                   | Istanbul  | 46 kg  | Oro       |      |
| 2009 | Mondiali junior                   | Ankara    | 60 kg  | 14º       |      |
| 2012 | Europei                           | Belgrado  | 60 kg  | 12º       |      |
| 2012 | Mondiali universitari             | Kuortane  | 60 kg  | Bronzo    |      |
| 2013 | Europei                           | Tbilisi   | 60 kg  | 5º        |      |
| 2013 | Universiade                       | Kazan'    | 60 kg  | 7º        |      |
| 2014 | Europei                           | Vantaa    | 61 kg  | 9º        |      |
| 2014 | Mondiali                          | Tashkent  | 61 kg  | 12º       |      |
| 2015 | Giochi europei                    | Baku      | 61 kg  | 5º        |      |
| 2015 | Mondiali                          | Las Vegas | 61 kg  | 8º        |      |
| 2016 | Europei                           | Riga      | 61 kg  | 8º        |      |
| 2017 | Giochi della solidarietà islamica | Baku      | 61 kg  | 7º        |      |
| 2022 | Europei                           | Budapest  | 65 kg  | Bronzo    |      |